# Kešdut
Kešdut (Ebla, circa 2020 a.C. – Kish, ...) è stata una principessa eblaita che, sposando l'erede al trono di Kiš, divenne principessa di quella città..
Kešdut era una principessa di Ebla. Era la figlia del re (dumu-munus en) Išar-damu, l'ultimo re della prima dinastia di Ebla, e di sua moglie, la regina, Tabur-damu (dumu-munus ma-lik-tum). Apparentemente era l'unica figlia della coppia regale.
Kešdut è citata in numerosi testi cuneiformi di Ebla, alcuni dei quali attestano che sposò un figlio del re di Kiš. Non si sa chi fosse questo principe; nel vicino oriente antico, Kiš era un dei regni più potenti.

Questo matrimonio fu un evento importante nella storia di Ebla. In un testo che non è ben conservato sono elencati tutti i beni che costituivano la dote. In un altro documento sono elencati i regali inviati a Kiš in questa occasione; tra questi ci sono 972 tori, 935 mucche, 768 buoi e 1680 pecore. Anche il gran visir eblaita Ibbi-Zikkir offrì doni per matrimonio, tra cui abiti e due bracciali decorati con lapislazzuli.
Ebla fu distrutta tre anni dopo il matrimonio.